# Gentiana grumii
Gentiana grumii är en gentianaväxtart som beskrevs av Kusnezow. Gentiana grumii ingår i släktet gentianor, och familjen gentianaväxter. Inga underarter finns listade i Catalogue of Life.